# Antônio Sílvio Cunha Bueno
Antônio Sílvio Cunha Bueno (São Paulo, 8 de diciembre de 1918 – São Paulo, 31 de diciembre de 1981) fue un abogado y político brasileño que ejerció cuatro mandatos en la Cámara de Diputados de Brasil por São Paulo.

## Datos biográficos
Hijo de Joaquim da Cunha Bueno Júnior y Dora Barbosa Cunha Bueno, estudió Derecho por la Universidad de São Paulo. Acabados sus estudios en 1941 hizo carrera política. Ya en la universidad sobresalió en el movimiento estudiantil como vicepresidente de la Asociación Académica Álvares Penteado y representante del Centro Académico 11 de Agosto. Tras su graduación, fue comisario de menores de la capital paulista y ejerció el cargo de oficial de gabinete de la Secretaría de Justicia. Más tarde trabajó para el interventor federal Fernando Costa. Nombrado procurador del Estado en 1942, permaneció cinco años en el cargo actuando también como auditor de Guerra de la Justicia Militar y consultor jurídico del consulado de Chile en São Paulo.

## Trayectoria
Electo diputado provincial por el PSD en 1947 y diputado federal en 1950, fue candidato a vicegobernador en 1954 en la lista de Prestes Maia, elecciones en las que resultó ganador Jânio Quadros, en cuyo gobierno ocupó la Secretaría de Interior. Reelegido diputado federal en 1958 y 1962, ingresó en el partido oficialista Arena tras el golpe de Estado y la Dictadura Militar de 1964, siendo reelegido en 1966. Sin embargo, fue cesado por el Ato Institucional Número Cinco el 16 de enero de 1969. Alejado de la vida pública, colaboró en la carrera política de su hijo, el economista Cunha Bueno.